# Look Who's Talking (альбом)
Look Who's Talking (стилізований під Look Whos Talking! «The Album» ) — третій студійний альбом шведсько-нігерійського виконавця Dr. Alban. Був випущений у 1994 році через BMG, Ariola та Rec. Сервіс.

## Трек-лист
1. «Hard Pan Di Drums» (6:22)
2. «Look Who's Talking!» (3:13)
3. «Free Up Soweto» (3:24)
4. «Away from Home» (3:45)
5. «Gimme Dat Lovin» (4:06)
6. «Let the Beat Go On» (3:56)
7. «Fire» (3:41)
8. «Home Sweet Home» (3:11)
9. «Go See the Dentist» (4:27)
10. «Sweet Little Girl» (3:05)
11. «Plastic Smile» (3:42)
12. «Awillawillawillahey» (4:10)
13. «Look Who's Talking! (Stone's Radio)» (4:07)

## Чарти
| Чарт (1994)                                  | Пік позиції |
| -------------------------------------------- | ----------- |
| Австрія Austrian Albums (Ö3 Austria)         | 7           |
| Нідерланди Dutch Albums (MegaCharts)         | 28          |
| Німеччина German Albums (Offizielle Top 100) | 7           |
| Норвегія Norwegian Albums (VG-lista)         | 13          |
| Швеція Swedish Albums (Sverigetopplistan)    | 11          |
| Швейцарія Swiss Albums (Schweizer Hitparade) | 8           |

## Сертифікації
| Регіон                                                                                          | Сертифікація | Продажі |
| ----------------------------------------------------------------------------------------------- | ------------ | ------- |
| Австрія (IFPI Austria)                                                                          | Золотий      | 25 000* |
| Фінляндія (IFPI Finland)                                                                        | Золотий      | 23,731  |
| Швеція (IFPI Sweden)                                                                            | Золотий      | 50 000^ |
| *продажі, що базуються лише на сертифікаціях ^відвантаження, що базуються лише на сертифікаціях |              |         |